# Горлицки пробив
Горлицкият пробив е популярното название на сражението при Горлице и Тарнов (в областта Галиция, в южните покрайнини на днешна Полша), което се състои през май и юни 1915 година (по време на Първата световна война) между Централните сили (Германия и Австро-Унгария) и Русия. Руските войски, командвани от българина Радко Димитриев, търпят съкрушително поражение, в резултат от което отстъпват от Галиция и се отказват от плановете за нашествие в Унгария.
Горлицката битка води до края на вековното руско владичество в Полша, тъй като напредването на австро-германските армии принуждава руското командване да изтегли силите си оттам през лятото на същата година.
Същата битка оказва съществено влияние върху неутралните дотогава балкански държави: резултатите ѝ обезсърчават румънското правителство и отлагат включването на Румъния във войната на страната на Съглашението и същевременно насърчават България да избере Централните сили.

## Предпоставки
През 1914 година руските войски нанасят редица поражения на австро-унгарските, овладяват Галиция и достигат северните Карпати. След упорити боеве в началото на 1915 година те заемат изходни позиции за слизане в унгарската равнина. През март е превзета последната австро-унгарска крепост в Галиция – Пшемишъл. Австро-унгарските войски са на прага на физическо и психическо изтощение. Към руската заплаха се прибавя и опасността откъм Италия, която скъсва договорите си с Централните сили и се готви да обяви война на Австро-Унгария.
За да предотврати разгрома на своя съюзник, Германия подготвя мащабна операция срещу руснаците. За отвличане на вниманието им тя предприема офанзиви на Западния фронт (при Ипр), а също и на Източния, но при Рига – далеч на север от направлението на замисления основен удар. В същото време германското командване (начело с генерал Ерих фон Фалкенхайн) прехвърля тайно от Северна Франция в Галиция някои от най-добрите си войски. Образуваната от тях 11-а германска армия, командвана от генерал Аугуст фон Макензен, трябва да пробие руската отбрана между река Висла и Карпатите.

## Планове и съотношение на силите
Избраният за германската офанзива участък от фронта на река Дунаец е зает за отбрана от части на руската 3-та армия, командвана от генерал Радко Димитриев. На свой ред, 3-та армия е в състава на Югозападния фронт, подчинен на генерал Николай Иванов. Около ⅔ от дивизиите на това армейско съединение са съсредоточени по северните склонове на Карпатите за планираното настъпление в Унгария. Това не се променя и след като Димитриев, обезпокоен от признаците, че се подготвя офанзива срещу армията му, моли началниците си за подкрепления. Така към края на април Централните сили съумяват да постигнат двоен превес в пехота, съсредоточена срещу 35-километровата линия между градовете Тарнов и Горлице (126 000 срещу 60 000 бойци).
Войските на Макензен, към които е придадена 4-та австро-унгарска армия на ерцхерцог Йосиф Фердинанд, разполагат с повече от 600 оръдия – 6 пъти повече от руските, а съотношението в тежка артилерия е 40 към 1. Трета армия има не само по-малко оръдия, но и далеч по-малко снаряди на цев. Въпреки предупрежденията, армията не е готова за отбрана: позицията ѝ се състои от три линии окопи в незначителна дълбочина (2 до 5 km една от друга), без по-сериозни укрепления, без тилови рубежи и без значими резерви.

## Битката

### Пробив от Дунаец до Сан
Макензен дава начало на сражението на 2 май (19 април по стар стил) с еднодневен артилерийски бараж, който нанася значителни загуби на незащитената руска пехота. На 3 май, усилвайки обстрела, германските войски завземат градчетата Громник и Горлице и започват бавно да изтласкват руснаците на изток. На 5/6 май те достигат река Вислока (десен приток на Висла). Предвид съкрушителното надмощие на противника в артилерия генерал Димитриев предлага на командването да нареди отстъпление, но вместо това получава нареждане да задържи позициите и да контраатакува. Контраатаките са проведени от Димитриев между 6 и 8 май безсистемно и на парче. Участвалите в тях седем руски дивизии са унищожени, а германската 11-а армия напредва с 40 km. навътре в руските позиции. На 10 май главнокомандващият – великият княз Николай Николаевич, нарежда на войските на Югозападния фронт (включително и на застрашената с обкръжение 8-а армия в Карпатите) да отстъпят зад река Сан. Отстъплението е завършено в следващите три дни. Дотогава 3-та армия с придадените ѝ подкрепления губи 210 000 от общо 250 000 души и няма сили да противостои на продължаващото германско-австрийско настъпление.

### Разширение на пробива към Лвов
Развивайки успеха си, войските на Макензен форсират Сан на 17 май, а на 3 юни завземат Пшемишъл. След това в сражението настъпва двуседмична пауза, която австрийското командване използва, за да прехвърли ресурси към новооткрития италиански фронт (Италия обявява война на Австро-Унгария на 24 май), а германското – за да уреди снабдяването на войските си по разтеглените логистични линии. Скоро след като подновяват настъплението си, на 22 юни, войските на Макензен влизат в Лвов. Дни по-късно руската армия се оттегля окончателно от Галиция, губейки за два месеца всичките териториални придобивки от началото на войната и половин милион пленници.

## Последствия
Тежките човешки и материални загуби, претърпени в Горлицкото сражение, налагат на руското главно командване да търси начини да пести останалите си ресурси. В същото време германският пробив засилва уязвимостта на руските армии в Полша, подложени на едновременни удари откъм Галиция и Източна Прусия. На тези основания в края на юни Ставката взема решение за скъсяване на фронта чрез отстъпление от Варшава към Брест-Литовск. Руснаците се оттеглят от Полша през август, след нови кръвопролитни сражения при Пшасниш и на река Нарев.
Успехът на Централните сили в Горлицкото сражение е значителен, но непълен. Руската армия е разбита, но не е унищожена и година по-късно съумява да предприеме успешно контранастъпление – Брусиловия пробив.